# Angyalkút

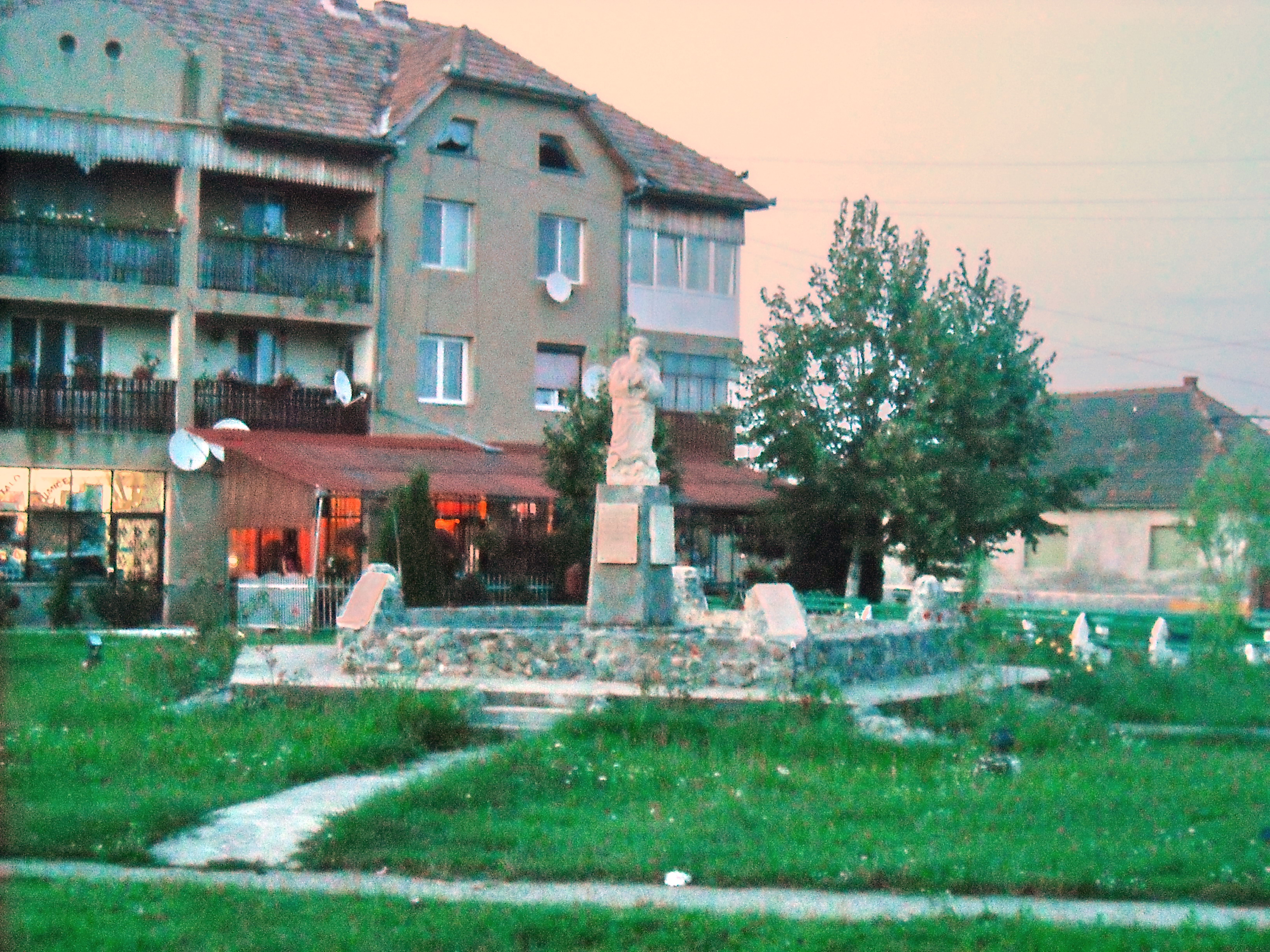
Az angyalos kút újabb változata

Angyalkút, 1904-ig Kisfalud (románul Fântânele, 1948-ig Engelsbrunn, németül Engelsbrunn vagy Engelsbronn) falu Romániában, a Bánságban, Arad megyében.

## Fekvése
Aradtól 6 km-re délkeletre, a Maros bal partján fekszik.

## Nevének eredete
Először Kyssfalwd néven említették 1457-ben és így is hívták a németek beköltözéséig. Telepítője a területén ásott öt kút egyike fölé angyalt ábrázoló kőszobrot emeltetett és lakói 1768-ban kérvényezték, hogy a falu kapja meg az Engelsbrunn ('angyalkút') nevet. Hivatalos román nevének jelentése: 'kutak'.

## Története
Kisfaludot 1457-ben Soprony faluval együtt mint a Czibak család birtokát említették. 1466-ban a Ravazdiak és Garaiak birtoka volt, az 1561 évi adólajstrom pedig Balogh Imre birtokaként említette.
A 18. században a Maros menti nádasban szórtan álló kevés házában románok éltek. 1766-ban Neumann József lippai sótári tiszt telepítette a falut 104 német családdal, főként Trier környékéről, Lotaringiából, Luxemburgból és a Saar-vidékről. A románokat ekkor Kisszentmiklósra és Lippára költöztették.
1848. október 21-én Zurits Ferenc és Asztalos Sándor a falu mellett verték meg a kitörő aradi várőrséget. A 20. század elején jelentős volt ló- és szarvasmarhatartása, de téglagyára is működött. Temes vármegye Újaradi járásához tartozott.
1945-ben 161 sváb lakosát hurcolták a Szovjetunióba, akik közül 42-en ott haltak meg. 1960-ban kezdődött meg a svábok kitelepülése Németországba, elhagyott házaikba Máramaros, Bihar, Beszterce-Naszód megyei és moldvai románok, magyarok és Bihar és Szilágy megyei szlovákok költöztek.
Az ortodoxok 1980 és 1997 között építették föl díszes templomukat, előtte csak kis kápolnájuk volt. 2000-ben a reformátusok is templomot szenteltek a faluban.

## Népessége
- 1900-ban 1580 lakosából 1486 volt német, 74 román és 19 magyar anyanyelvű; 1508 római katolikus és 66 ortodox vallású.
- 2002-ben 2224 lakosából 1719 volt román, 280 magyar, 134 szlovák, 55 német és 20 cigány nemzetiségű; 1561 ortodox, 288 római katolikus, 171 református, 105 pünkösdista és 83 baptista vallású.

## Látnivalók
- Római katolikus temploma 1780-ban épült. A templomkertben, az egykori angyalos kút helyén bádog angyalszobor áll kitárt szárnyakkal egy talapzaton.
- Két klasszicista kastélya is van a 19. század első feléből: a Kövér–Appel és a Porcia családoké.

## Oktatás
1961-ig az iskola kizárólag német tannyelvű volt. Szlovák nyelvű tagozata csak 1990 és 1997 között működött, négyosztályos összevont magyar tagozata viszont ma is. Archiválva 2016. március 4-i dátummal a Wayback Machine-ben

## Híres emberek
- Itt született 1895. november 18-án Josef Zauner eszperantista, a páneurópai gondolat előharcosa.